# Limanu - Herghelia
Limanu - Herghelia este o zonă protejată (arie de protecție specială avifaunistică - SPA) situată în Dobrogea, pe teritoriul administrativ al județului Constanța.

## Localizare
Aria naturală se află în extremitatea central-estică a județului Constanța (în Podișul Dobrogei, în nordul satului Limanu), pe teritoriul administrativ al orașului Mangalia, în imediata apropiere de drumul județean DJ391, care leagă municipiul de satul Albești.

## Descriere
Zona a fost declarată Arie de Protecție Specială Avifaunistică prin Hotărârea  de Guvern nr. 1284 din 24 octombrie 2007 (privind declararea ariilor de protecție specială avifaunistică ca parte integrantă a rețelei ecologice europene Natura 2000 în România) și se întinde pe o suprafață de 881.2 hectare.
Aria protejată (încadrată în bioregiune geografică pontică și stepică ce înglobează bălțile Hagieni, Mangalia și Limanu) reprezintă o zonă naturală (râuri, lacuri, mlaștini, turbării, terenuri arabile cultivate, stepe, pajiști naturale, pășuni) ce asigură condiții de hrană, cuibărit și viețuire pentru mai multe specii de păsări migratoare, de pasaj sau sedentare, enumerate în anexa I-a a Directivei Consiliului European 2009/147/CE din 30 noiembrie 2009 (privind conservarea păsărilor sălbatice).

## Avifaună
Printre păsările protejate semnalate în arealul sitului se află mai multe exemplare cu specii de:

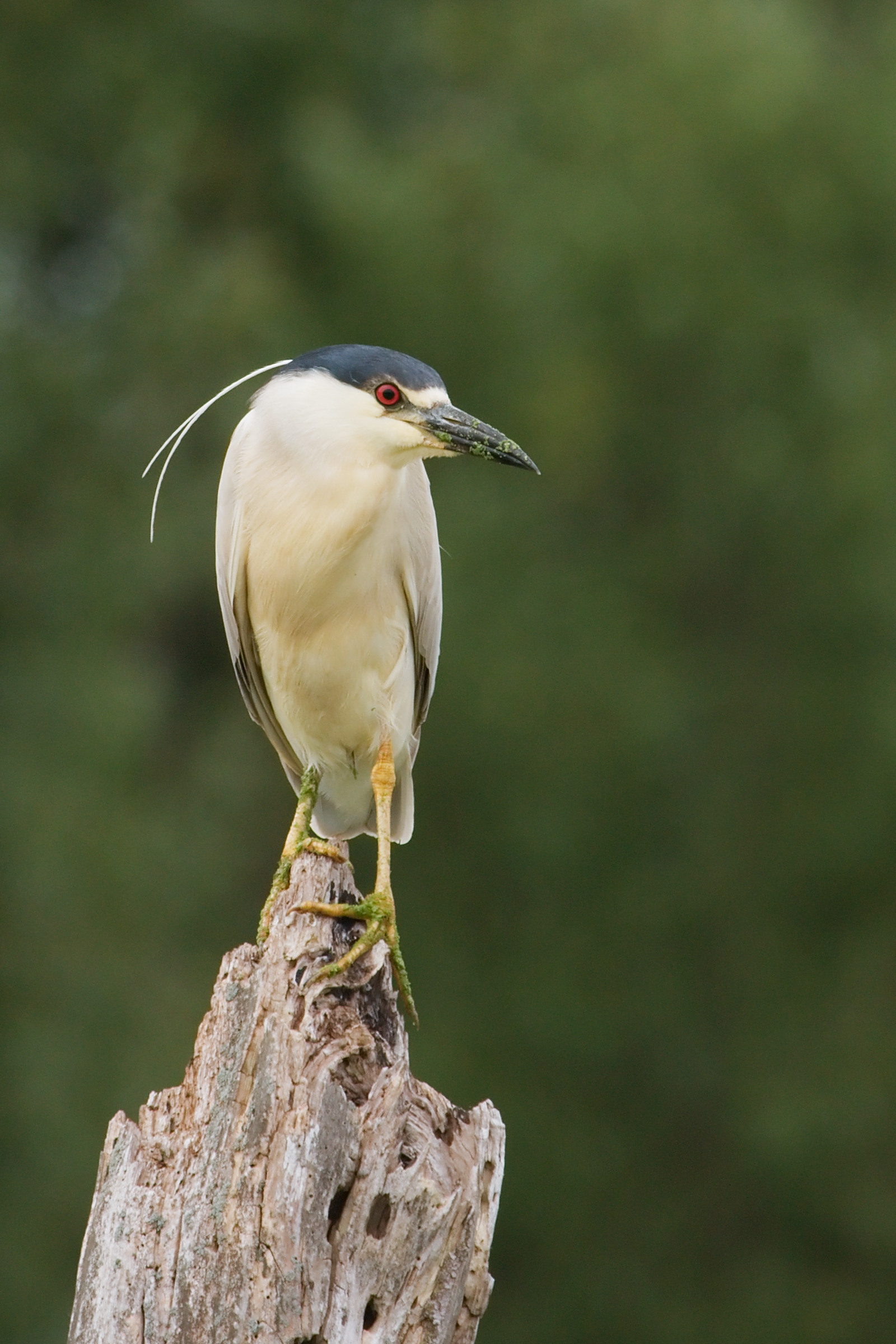
Stârc de noapte (Nycticorax nycticorax)

fluierar de munte (Actitis hypoleucos), ciocârlie-de-câmp (Alauda arvensis), pescăruș albastru (Alcedo atthis), rață sulițar (Anas acuta), rață fluierătoare (Anas penelope), rață mare (Anas platyrhynchos), rață cârâitoare (Anas querquedula), rață pestriță (Anas strepera), gârliță mare (Anser albifrons), gâscă cenușie (Anser anser), stârc cenușiu (Ardea cinerea), stârc roșu (Ardea purpurea), stârc galben (Ardeola ralloides), rață-cu-cap-castaniu (Aythya ferina), rață moțată (Aythya fuligula), gâsca cu piept roșu (Branta ruficollis), rață sunătoare (Bucephala clangula), șorecar mare (Buteo rufinus), șorecar-încălțat (Buteo lagopus), ciocârlie-cu-degete-scurte (Calandrella brachydactyla), prundăraș de sărătură (Charadrius alexandrinus), chirighiță neagră (Chlidonias niger), chirighiță-cu-obraz-alb (Chlidonias hybridus), barză albă (Ciconia ciconia), prundaș-gulerat-mic (Charadrius dubius), chirighiță-cu-aripi-albe (Chlidonias leucopterus), erete vânăt (Circus cyaneus), erete alb (Circus macrourus), porumbel gulerat (Columba palumbus), stăncuță (Corvus monedula), lebădă de iarnă (Cygnus cygnus), lebădă de vară (Cygnus olor), ciocănitoarea de grădină (Dendrocopos syriacus), egretă mică (Egretta garzetta), egretă albă (Egretta alba), presură cu cap negru (Emberiza melanocephala), șoim călător (Falco peregrinus), vânturel roșu (Falco tinnunculus), șoim de tundră (Falco rusticolus), lișiță (Fulica atra), ciocârlan (Galerida cristata), becațină comună (Gallinago gallinago), găinușă de baltă (Gallinula chloropus),  piciorong (Himantopus himantopus), scoicar (Haematopus ostralegus), stârc pitic (Ixobrychus minutus), sfrâncioc roșiatic (Lanius collurio), sfrâncioc cu frunte neagră (Lanius minor), pescăruș argintiu (Larus cachinnans), pescăruș râzător (Larus ridibundus), pescăruș cu cioc subțire (Larus genei),  ciocârlie de bărăgan (Melanocorypha calandra),  ferestraș mic (Mergus albellus), ferestraș mare (Mergus merganser), presură sură (Miliaria calandra), stârc de noapte (Nycticorax nycticorax), rață-cu-ciuf (Netta rufina), rață-cu-cap-alb (Oxyura leucocephala), pelican creț (Pelecanus crispus), pelicanul comun (Pelecanus onocrotalus), viespar (Pernis apivorus), cormoran-mare (Phalacrocorax carbo sinensis), cormoran mic (Phalacrocorax pygmeus), bătăuș (Philomachus pugnax), ploier auriu (Pluvialis apricaria), corcodel-cu-gât-roșu (Podiceps grisegena), corcodel-cu-gât-negru (Podiceps nigricollis),  ciocîntors (Recurvirostra avosetta), lăstun de mal (Riparia riparia), chiră mică (Sterna albifrons), corcodel mic (Tachybaptus ruficollis), călifar alb (Tadorna tadorna), fluierarul cu picioare roșii (Tringa totanus) sau nagâț (Vanellus vanellus).

## Căi de acces
- Drumul național DN39 pe ruta: Constanța - Eforie - Tuzla - 23 August - Mangalia - drumul județean DJ391 spre Albești.

## Monumente și atracții turistice
În vecinătatea sitului se află numeroase obiective de interes istoric, cultural și turistic; astfel:
- Biserica "Sf. Gheorghe" din Mangalia, construcție 1914-1929, monument istoric.
- Moscheea „Esmahan Sultan” din Mangalia, cel mai vechi lăcaș de cult musulman din România, ridicat în anul 1575, monument istoric.
- Cetatea romană și romano-bizantină din Mangalia. Complexul adăpostește: Morminte hypogee paleocreștine cu inscripții, bazilică, ziduri de apărare, necropolă tumulară, colonia greacă Callatis, Mormântul "cu papirus", Mormântul scitic cu boltă  (sec. I-VII p. Chr., Epoca romană și romano-bizantină).
- Situl arheologic de la Vama Veche (sec. I - III p. Chr., Epoca romană, Latène, Cultura greacă).
- Izvoarele sulfuroase submarine de la Mangalia (sit de importanță comunitară).
- Rezervațiile naturale: Locul fosilifer Movila Banului, Mlaștina Hergheliei, Obanu Mare și Peștera Movile, Peștera Limanu și Vama Veche - 2 Mai (Acvatoriul litoral marin).